# Paradoxopsyllus magnificus
Paradoxopsyllus magnificus är en loppart som beskrevs av Lewis 1974. Paradoxopsyllus magnificus ingår i släktet Paradoxopsyllus och familjen smågnagarloppor. Inga underarter finns listade i Catalogue of Life.